# Esteghlal Cultural and Athletic Club
L'Esteghlal Cultural and Athletic Club, noto semplicemente come Esteghlal (in persiano باشگاه فوتبال استقلال تهران‎, "Club culturale e atletico Indipendenza"), è una società calcistica con sede a Teheran, la capitale dell'Iran. Milita nella Lega professionistica del Golfo persico, la massima serie del campionato iraniano di calcio.
La squadra, tra le più sostenute del continente in termini di tifosi, è una delle più titolate d'Iran, avendo vinto 10 campionati iraniani, 7 Coppe dell'Iran (record) e 2 AFC Champions League che ne fanno il club iraniano più decorato a livello internazionale.
Dal 1973 gioca le partite casalinghe allo stadio Azadi, grande impianto di Teheran che condivide con il Persepolis, la rivale per eccellenza, con cui disputa il derby di Teheran.

## Storia

### 1945-1969: Esordi e primi successi

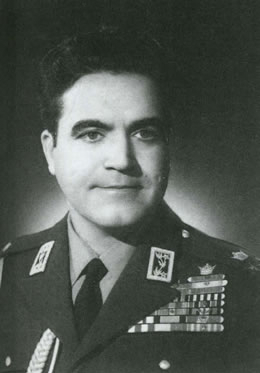
Parviz Khosravani, fondatore e primo presidente dell'Esteghlal.

Il 20 settembre 1945, su iniziativa di alcuni giovani atleti e studenti tra cui il 23enne ufficiale dell'esercito iraniano Khosravaani (primo allenatore del club), Asghar Navaab (meccanico di biciclette), Enayat Jananpour (membro dell'Organizzazione nazionale dello sport), Mirzaee (carpentiere) e Khashaaei (guardia giurata), fu costituito un club sportivo in via Ferdowsi a Teheran. Dato che la maggioranza dei membri erano interessati al ciclismo, per il nome del sodalizio fu scelto Docharkhe Savaran (in persiano   دوچرخه سواران ‎, "i ciclisti"). L'allenatore-giocatore Ali Danaeifard si unì al resto del gruppo, divenendo il primo tecnico e capitano dell'Esteghlal.
La squadra esordì nel 1946; nello stesso anno ottenne il secondo posto nel campionato di calcio di Teheran, all'epoca la maggiore competizione calcistica iraniana, e nella Coppa Hazfi di Teheran, affrontando squadre quotate quali il Daraei, il Sarbaaz e lo Shahin.
Nel 1946-1947 la squadra si aggiudicò la Coppa Hazfi di Teheran dopo aver sconfitto Daraei, Shahin e Oghaab.
I membri fondatori del club, Ali Danaeifard, Parviz Khosravani, Amou Oghli, Graeeli e Seyyed Ali Agha, attuarono nel 1949 il cambio del nome in Taj (in persiano تاج ‎, "corona").
Il 6 marzo 1950 il Taj giocò la sua prima partita ufficiale di fronte a oltre 20 000 spettatori allo stadio Amjadieh contro lo Shanin, vincendo per 1-0. Il Taj vinse otto titoli di Teheran negli anni '50 e '60 (nel 1949-1950, 1952-1953, 1956-1957, 1957-1958, 1959-1960, 1960-1961, 1962-1963, 1968-1969), oltre a due altre Coppe Hazfi di Teheran, nel 1950-1951 e nel 1958-1959.

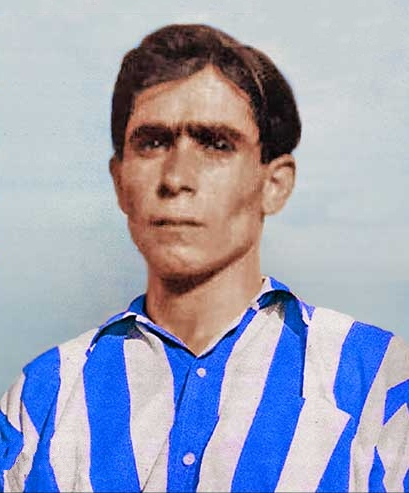
Ali Danaeifard, giocatore e poi allenatore del club dal 1946 al 1969.

Ali Danaeifard, soprannominato "il padre dell'Esteghlal", fu una figura di spicco del Taj per circa vent'anni, prima come centrocampista e allenatore e poi, dal 1950 al 1967, come allenatore a tempo pieno della squadra. Suo figlio Iraj Danaeifard divenne la stella del Taj e della nazionale iraniana negli anni '70 e anche sua figlia fu allenatrice di calcio. Iraj fu il primo iraniano ad andare in rete in una fase finale del campionato mondiale di calcio, realizzando il gol del pareggio contro la Scozia ad Argentina 1978.
Alcuni dei migliori calciatori del Taj del periodo furono: Boyuk Jeddikar, Aref Gholizadeh, Parviz Koozehkanani, Mahmoud Bayati, Mohammad Ranjbar, Mohammad Amir Khatami, Nader Afshar Alavinejad, George Markarian, Kambozia Jamali, Karam Nayyerloo, Hassan Habibi, Heshmat Mohajerani, Fariborz Esmaeili, Parviz Aboutaleb, Mohammad Reza Adelkhani e Ali Jabbari.

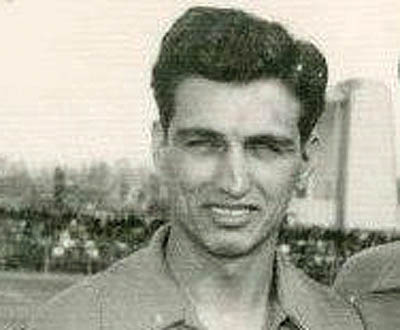
Büyük Jeddikar, il primo calciatore iraniano a trasferirsi in una squadra estera, nel 1957.

Dagli anni '50 al 1967 la rivalità più sentita fu quella con lo Shahin, squadra che poi fu disciolta (la maggior parte dei suoi calciatori confluirono nel neocostituito Persepolis). Il migliore marcatore del Taj nei match contro lo Shanin fu Boyuk Jeddikar.
Lo Shahin tornò nel 1974 come Shahbaz e negli anni '80, non più legato al Persepolis.

### 1970-1978: Campione d'Asia e d'Iran
Il campionato d'Asia per club 1970, terza edizione del torneo, vide concorrere sette squadre provenienti da sette paesi asiatici. Il torneo si tenne a Teheran nel mese di aprile. Il Taj batté per 2-1 in finale l'Hapoel Tel Aviv, vincendo il primo trofeo internazionale della propria storia, il primo per una squadra iraniana. Nel 1970-1971 fu vinto anche il campionato, sotto la guida dell'allenatore Zdravko Rajkov: a soccombere per 2-1 fu, in finale, il PAS Teheran, con il capitano del Taj Ali Jabbari eletto migliore giocatore della competizione. Il Taj ottenne inoltre il quarto posto nel Campionato d'Asia per club 1971, sconfitto dalla ROK Army per 3-2 nella finale per il terzo posto.

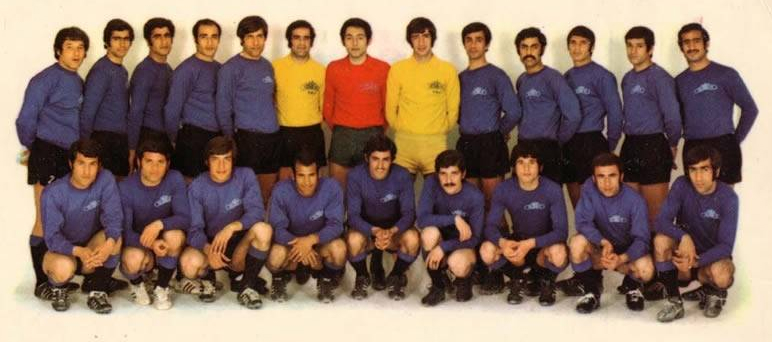
La squadra del Taj laureatasi campione continentale nel 1970.

Secondo in campionato nel 1973-1974 con Gholam Hossein Mazloumi capocannoniere del torneo, nel 1974-1975 il Taj fu finalista della Coppa Takht Jamshid, seconda competizione calcistica iraniana per importanza all'epoca, di cui Mazloumi fu il migliore marcatore. Alcuni calciatori lasciarono il Taj a causa di dissapori con il tecnico, accasandosi al Shahbaz (nuovo nome dello Shahin); tra questi: Mazloumi, Mohammad Reza Adelkhani e Naser Hejazi. Alcuni veterani come il capitano Ali Jabbari, Mansour Pourheidari, Akbar Kargarjam, Abbas Mojdehi, Ezzat Jaanmaleki (Barbed Wire), Karo Haghverdian preferirono ritirarsi dall'attività agonistica. La situazione generò tensioni nel club, una ribellione che confluì nella rivoluzione iraniana del 1978.

### 1979-2001: Rivoluzione iraniana e ventennio successivo
Dopo la rivoluzione iraniana del 1979, il club fu rilevato dal governo islamico dell'Iran, appena insediatosi, e messo sotto il controllo dell'Organizzazione per l'educazione fisica della Repubblica islamica dell'Iran (in persiano سازمان تربیت بدنی جمهوری اسلامی ايران‎), un'organizzazione governativa; il suo nome fu cambiato in Esteghlal (in persiano استقلال‎, "indipendenza").
Negli anni '80 l'Esteghlal vinse due campionati di Teheran. Nel 1989-1990, vincendo il gruppo B, raggiunse i quarti di finale del campionato nazionale, dove sconfisse per 4-0 tra andata e ritorno il Malavan, approdando alla semifinale contro i rivali cittadini del Persepolis, che si imposero per 2-1. La squadra, allenata da Mansour Pourheidari, trionfò nel Campionato d'Asia per club 1990 battendo in finale i cinesi del Liaoning e divenendo campione continentale per la seconda volta, mentre nel Campionato d'Asia per club 1991 raggiunse la finale, ma fu sconfitta dall'Al-Hilal. Nel 1990-1991 l'Esteghlal fu finalista della Coppa d'Iran, persa contro il Malavan ai tiri di rigore. Nel Campionato d'Asia per club 1999, allenato da Naser Hejazi, il club della capitale raggiunse la finale e fu sconfitto dal Júbilo Iwata per 2-1 a Teheran, chiudendo il torneo al secondo posto.

### Dal 2001: epoca professionistica del campionato iraniano
Nel 2001, con la fondazione della Iran Pro League, il campionato iraniano di massima serie divenne professionistico. Pur avendo condotto la classifica fino all'ultima giornata, l'Esteghlal subì una sconfitta all'ultimo turno e fu sopravanzato dal Persepolis, terminando il torneo al secondo posto. Nel 2001-2002 vinse poi la Coppa d'Iran sconfiggendo in finale il Fajr Sepasi per 4-3 tra andata e ritorno. Nel 2002-2003 la squadra, guidata dal tecnico Roland Koch, non andò oltre il nono posto in classifica in campionato e fu eliminata nella fase a gironi della AFC Champions League 2002-2003.
Nel luglio del 2003 Amir Ghalenoi fu nominato allenatore dell'Esteghlal, che nel 2003-2004 chiuse al secondo posto il campionato e fu finalista della Coppa d'Iran, persa per 5-2 nella doppia sfida conclusiva contro il Sepahan. Nel 2004-2005 la squadra della capitale concluse terza in campionato, fallendo la qualificazione alla AFC Champions League, ma nel 2005-2006 tornò al successo in Iran Pro League, aggiudicandosi il titolo per la prima volta dall'avvento del professionismo. Ghalenoi lasciò dunque la panchina dell'Esteghlal per assumere la guida della nazionale iraniana.
Nel 2006 la panchina della compagine della capitale fu affidata al vice di Ghalenoi nonché allenatore della squadra giovanile, Samad Marfavi, che non andò oltre il quarto posto finale in campionato e oltre gli ottavi di finale in Coppa d'Iran, eliminato dal Fajr Sepasi. Nell'agosto 2007 Marfavi fu esonerato e sostituito da Nasser Hejazi, ex portiere della squadra, che peròm dopo sole 14 partite in carica (4 le sconfitte) fu destituito nel novembre 2007. Firouz Karimi fu assunto come allenatore ad interim per il resto della stagione, terminata al tredicesimo posto in campionato, il peggiore piazzamento nella storia del club. Karimi fu esonerato nel maggio 2008 e al suo posto fu richiamato, nel luglio seguente, Amir Ghalenoi. Egli riuscì a riportare un trofeo nella bacheca del club, la Coppa d'Iran, vinta battendo il Pegah Gilan per 3-1 nella doppia finale, successo che valse una nuova qualificazione alla AFC Champions League dopo due anni di assenza dal torneo. Nel 2008-2009 Ghalenoi riportò l'Esteghlal sul trono dell'Iran vincendo il titolo grazie a una migliore differenza reti rispetto allo Zob Ahan, ma si dimise poco dopo, a causa di un'eliminazione precoce dalla AFC Champions League.
La squadra passò dunque al rientrante Samad Marfavi, che ottenne il terzo posto nel 2009-2010 e gli ottavi di finale della AFC Champions League e, nella primavera del 2010, prolungò il proprio contratto per un altro anno, ma qualche giorno dopo si dimise. Sulla panchina dell'Esteghlal si sedette Parviz Mazloumi, ex calciatore del club negli anni '80. Egli ottenne un secondo e un terzo posto in campionato e vinse la Coppa d'Iran nel 2011-2012. Dopo la sconfitta per 2-0 subita contro i connazionali del Sepahan negli ottavi di finale di AFC Champions League, Mazloumi fu esonerato e al suo posto fu chiamato ancora una volta Amir Ghalenoi.

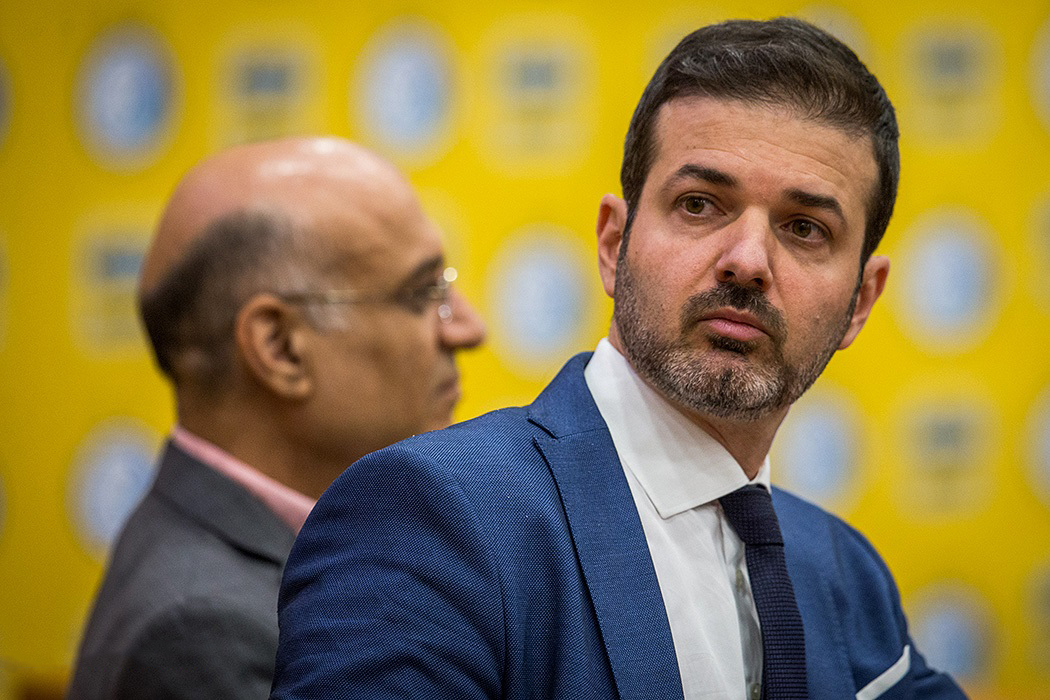
Andrea Stramaccioni, alla guida tecnica del club dal giugno al dicembre 2019.

La stagione 2012-2013 fu memorabile per l'Esteghlal già dalla campagna acquisti, che vide gli ingaggi di Jlloyd Samuel e di Javad Nekounam, capitano della nazionale iraniana, i quali furono tra i protagonisti della vittoria di un nuovo titolo. In Coppa d'Iran, invece, la squadra fu fermata in semifinale dal Sepahan e anche in AFC Champions League l'eliminazione giunse in semifinale, contro l'FC Seoul.
Nel 2013-2014 l'Esteghlal visse una stagione amara, segnata dalla sconfitta all'ultima giornata (1-3) contro il Tractor Sazi che fece scivolare la squadra della capitale al quinto posto, fuori da un piazzamento utile per la qualificazione alla AFC Champions League. Scottante fu anche l'eliminazione dalle semifinali della coppa nazionale, per mano del Mes Kerman. La squadra fallì anche in AFC Champions League, non riuscendo a qualificarsi alla fase a eliminazione diretta, a causa del terzo posto del girone. Nel 2015-2016 la squadra fu finalista perdente della coppa nazionale, vinta dallo Zob Ahan; il 29 maggio 2016 Mazloomi fu esonerato e sostituito due giorni dopo dall'ex calciatore dell'Esteghlal Alireza Mansourian, reduce dall'esperienza come allenatore del Naft Teheran.
Eliminata ai quarti di finale della coppa nazionale dal Naft Teheran, la squadra subì un bando sul fronte calciomercato nell'inverno del 2017 per grossi debiti contratti nei confronti di Adil Chihi. Nella AFC Champions League 2017 uscì ai quarti di finale, sconfitta largamente (1-6) dall'Al-Ain. Dopo sette giornate del campionato 2017-2018, Mansourian, che aveva raccolto solo cinque punti, si dimise con la squadra al sedicesimo posto in classifica. Al suo posto arrivò il tedesco Winfried Schäfer, che firmò il 1º ottobre 2017. La sua gestione, che portò in dote la Coppa d'Iran vinta nel 2017-2018, durò un anno e mezzo: nella primavera del 2019 fu esonerato e sostituito da Farhad Majidi, a sua volta esonerato alla fine della stagione.
Nel giugno del 2019 la panchina fu affidata al tecnico italiano Andrea Stramaccioni, che, malgrado i buoni risultati conseguiti (riportò la squadra in testa al campionato con il record di 8 vittorie consecutive), lasciò l'incarico già nel dicembre seguente, tra le proteste dei tifosi, a causa della persistente crisi economica del club. A sostituirlo fu il rientrante Farhad Majidi, che condusse i suoi al secondo posto e alla finale della coppa nazionale, persa contro il Tractor, per poi lasciare l'incarico, nel settembre 2020, al traghettatore Majid Namjoo-Motlagh, sostituito nell'ottobre seguente da Mahmoud Fekri. Nel marzo 2021 la panchina passò nuovamente a Majidi, che nel 2021-2022 condusse la squadra alla vittoria del campionato.

## Strutture

### Stadio
Lo stadio Azadi è lo stadio più grande dell'Iran, con una capienza ufficiosa di 100 000 posti e ufficiale di 78 116 posti. Costruito per ospitare i VII Giochi asiatici, lo stadio fa parte di un grande complesso sportivo ed è circondato da un fiume, campi di calcio, un complesso per il sollevamento pesi, impianti natatori e al coperto campi da pallavolo e calcetto, oltre ad altre attrezzature. Si tratta del quinto stadio per capienza al mondo, il quarto d'Asia e il primo nell'Asia Occidentale
Il vecchio nome dell'impianto era stadio Aryamehr, nome abbandonato dopo la rivoluzione iraniana. È sede di incontri molto seguiti, quali quelli contro il Persepolis nel derby di Teheran. Prima della costruzione dell'Azadi, l'Esteghlal giocava allo stadio Shahid Shiroudi.

## Palmarès

### Competizioni nazionali
- Campionato iraniano: 10

1957, 1970-1971, 1974-1975, 1989-1990, 1997-1998, 2000-2001, 2005-2006, 2008-2009, 2012-2013, 2021-2022
- Coppa d'Iran: 8  (record)

1976-1977, 1995-1996, 1999-2000, 2001-2002, 2007-2008, 2011-2012, 2017-2018, 2024-2025
- Supercoppa d'Iran: 1

2022
- Coppa del Trono di Jamshid: 1

1974-1975

### Competizioni regionali
- Coppa Hazfi di Teheran: 4

1946-1947, 1950-1951, 1958-1959, 1960-19613
- Campionato provinciale di Teheran: 13 (record)

1949-1950, 1952-1953, 1956-1957, 1957-1958, 1959-1960, 1960-1961, 1962-1963, 1968-1969, 1970-1971, 1972-1973, 1983-1984, 1985-1986, 1991-1992
- Supercoppa di Teheran: 1 (record)

1994

### Competizioni internazionali
- AFC Champions League: 2  (record iraniano)

1970, 1991

## Organico

### Rosa 2020-2021
Aggiornata al 15 settembre 2020.
| N. |                    | Ruolo | Calciatore                 |
| -- | ------------------ | ----- | -------------------------- |
| 1  | Iran (bandiera)    | P     | Hossein Hosseini           |
| 2  | Iran (bandiera)    | D     | Mohammad Naderi            |
| 3  | Iran (bandiera)    | D     | Mohammad Hossein Moradmand |
| 4  | Iran (bandiera)    | D     | Siavash Yazdani            |
| 5  | Iran (bandiera)    | D     | Aref Gholami U25           |
| 6  | Iran (bandiera)    | C     | Masoud Rigi                |
| 7  | Brasile (bandiera) | D     | Raphael Silva              |
| 8  | Iran (bandiera)    | C     | Farshid Esmaeili           |
| 9  | Iran (bandiera)    | C     | Mehdi Mehdipour            |
| 10 | Iran (bandiera)    | A     | Mehdi Ghayedi U23          |
| 11 | Iran (bandiera)    | C     | Dariush Shojaeian          |
| 12 | Iran (bandiera)    | P     | Rashid Mazaheri            |
| 14 | Iran (bandiera)    | C     | Farshid Bagheri            |
| 15 | Iran (bandiera)    | C     | Sina Khadempour U25        |
| 20 | Iran (bandiera)    | D     | Ahmad Mousavi              |

| N. |                    | Ruolo | Calciatore                   |
| -- | ------------------ | ----- | ---------------------------- |
| 22 | Iran (bandiera)    | C     | Babak Moradi                 |
| 21 | Iran (bandiera)    | D     | Voria Ghafouri (capitano)    |
| 27 | Iran (bandiera)    | D     | Matin Karimzadeh U23         |
| 29 | Francia (bandiera) | A     | Arthur Yamga                 |
| 40 | Iran (bandiera)    | C     | Amir Hossein Khodamoradi U21 |
| 41 | Iran (bandiera)    | D     | Arash Dajliri U23            |
| 42 | Iran (bandiera)    | C     | Fardin Rabet U21             |
| 70 | Iran (bandiera)    | D     | Mohammad Daneshgar           |
| 72 | Iran (bandiera)    | A     | Amir Arsalan Motahari        |
| 77 | Iran (bandiera)    | C     | Reza Azari U23               |
| 78 | Iran (bandiera)    | P     | Alireza Ansari U21           |
| 79 | Iran (bandiera)    | C     | Sobhan Khaghani U21          |
| 88 | Iran (bandiera)    | C     | Arash Rezavand               |
| 99 | Iran (bandiera)    | A     | Sajjad Aghaei U23            |

### Rosa 2019-2020
Aggiornata al 13 gennaio 2020.
| N. |                     | Ruolo | Calciatore              |
| -- | ------------------- | ----- | ----------------------- |
| 1  | Iran (bandiera)     | P     | Hossein Hosseini        |
| 3  | Iran (bandiera)     | D     | Milad Zakipour U25      |
| 4  | Iran (bandiera)     | D     | Roozbeh Cheshmi         |
| 5  | Iran (bandiera)     | D     | Aref Gholami U23        |
| 6  | Iran (bandiera)     | C     | Ali Karimi              |
| 7  | Mali (bandiera)     | A     | Cheick Diabaté          |
| 8  | Iran (bandiera)     | C     | Farshid Esmaeili        |
| 9  | Iran (bandiera)     | C     | Ali Dashti              |
| 10 | Iran (bandiera)     | A     | Mehdi Ghaedi U23        |
| 11 | Iran (bandiera)     | A     | Morteza Tabrizi         |
| 14 | Iran (bandiera)     | C     | Farshid Bagheri         |
| 15 | Iran (bandiera)     | C     | Sina Khadempour U23     |
| 17 | Iran (bandiera)     | A     | Zakaria Moradi U23      |
| 19 | Iran (bandiera)     | P     | Hossein Pour Hamidi U23 |
| 20 | Bulgaria (bandiera) | D     | Nikolaj Bodurov         |

| N. |                    | Ruolo | Calciatore                 |
| -- | ------------------ | ----- | -------------------------- |
| 21 | Iran (bandiera)    | D     | Vouria Ghafouri (capitano) |
| 22 | Iran (bandiera)    | D     | Siavash Yazdani            |
| 23 | Iran (bandiera)    | C     | Dariush Shojaeian          |
| 30 | Iran (bandiera)    | D     | Azim Gök U25               |
| 32 | Iran (bandiera)    | D     | Amirhossein Kargar U23     |
| 33 | Croazia (bandiera) | D     | Hrvoje Milić               |
| 57 | Iran (bandiera)    | D     | Shahin Taherkhani U23      |
| 66 | Iran (bandiera)    | C     | Masoud Rigi                |
| 70 | Iran (bandiera)    | D     | Mohammad Daneshgar         |
| 72 | Iran (bandiera)    | A     | Amir Arsalan Motahari      |
| 77 | Iran (bandiera)    | C     | Reza Azari U23             |
| 78 | Iran (bandiera)    | P     | Alireza Ansari U21         |
| 80 | Iran (bandiera)    | C     | Mohammad Bolboli U21       |
| 88 | Iran (bandiera)    | C     | Arash Rezavand             |

## Calciatori
- Alireza Abbasfard

## Capitani
| #  | Nome                 | Nazionalità     | Carriera nel Esteghlal                  | Anni da capitano    | Numero di maglia |
| -- | -------------------- | --------------- | --------------------------------------- | ------------------- | ---------------- |
| 1  | Reza Adelkhani       | Iran (bandiera) | 1972-1975                               | 1973-1975           | -                |
| 2  | Hassan Rowshan       | Iran (bandiera) | 1969-1978 1984-1988                     | 1975-1978           | 10               |
| 3  | Nasser Hejazi        | Iran (bandiera) | 1967-1977 1980-1986                     | 1980-1986           | 1                |
| 4  | Shahin Bayani        | Iran (bandiera) | 1979-1992                               | 1986-1992           | 5                |
| 5  | Amir Ghalenoei       | Iran (bandiera) | 1989-1997                               | 1992-1997           | 8                |
| 6  | Javad Zarincheh      | Iran (bandiera) | 1986-2001                               | 1997-2001           | 2                |
| 7  | Mehdi Pashazadeh     | Iran (bandiera) | 1997-1998 2000-2003                     | 2001-2003           | 10               |
| 8  | Mahmoud Fekri        | Iran (bandiera) | 1992-1996 1998-2007                     | 2003-2007           | 6                |
| 9  | Alireza Mansourian   | Iran (bandiera) | 1995 1997-1998 2002-2008                | 2007-2008           | 10               |
| 10 | Farhad Majidi        | Iran (bandiera) | 1997-1999 2000-2001 2007-2011 2012-2013 | 2008-2011 2012-2013 | 7                |
| 11 | Mahmoud Fekri        | Iran (bandiera) | 2003-2007                               | 2003-2007           |                  |
| 12 | Ali Reza Mansourian  | Iran (bandiera) | 2007-2008                               | 2007-2008           |                  |
| 13 | Mehdi Rahmati        | Iran (bandiera) | 2013-2014 2015-2019                     | 2013-2014 2015-2019 |                  |
| 14 | Amir Hossein Sadeghi | Iran (bandiera) | 2003-2008 2009-2011 2012-2015           | 2014-2015           |                  |
| 15 | Reza Enayati         | Iran (bandiera) | 2003-2006 2009-2010 2015                | 2015                |                  |
| 16 | Voria Ghafouri       | Iran (bandiera) | 2016-                                   | 2019-               |                  |

## Allenatori

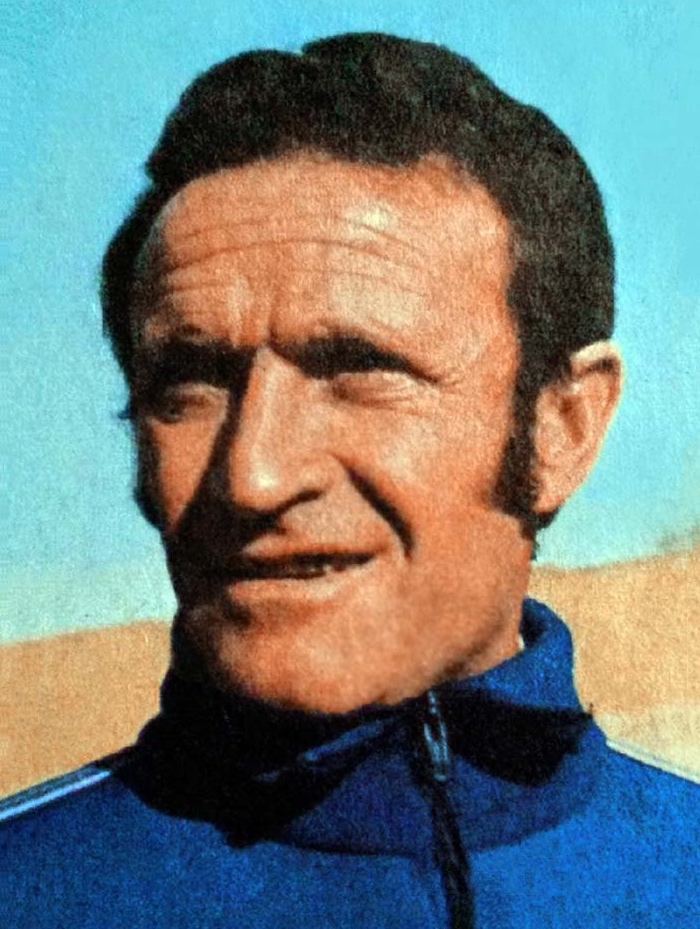
Zdravko Rajkov, primo allenatore straniero dell'Esteghlal.

Lista incompleta.
| Nome                              | Naz.                        | da             | a              | Bilancio | Bilancio | Bilancio | Bilancio | Bilancio | Bilancio |
| Nome                              | Naz.                        | da             | a              | G        | V        | N        | P        | % V      |          |
| --------------------------------- | --------------------------- | -------------- | -------------- | -------- | -------- | -------- | -------- | -------- | -------- |
| Mansour Pourheidari               | Iran (bandiera)             | febbraio 2000  | luglio 2002    | 26       | 13       | 9        | 4        | 50%      |          |
| Roland Koch                       | Germania (bandiera)         | luglio 2002    | giugno 2003    | 26       | 8        | 8        | 10       | 31%      |          |
| Amir Ghalenoei                    | Iran (bandiera)             | luglio 2003    | luglio 2006    | 95       | 52       | 31       | 12       | 54%      |          |
| Samad Marfavi                     | Iran (bandiera)             | luglio 2006    | agosto 2007    | 30       | 14       | 10       | 6        | 47%      |          |
| Nasser Hejazi                     | Iran (bandiera)             | agosto 2007    | novembre 2007  | 14       | 5        | 5        | 4        | 36%      |          |
| Firooz Karimi                     | Iran (bandiera)             | novembre 2007  | maggio 2008    | 20       | 6        | 5        | 9        | 30%      |          |
| Amir Ghalenoei                    | Iran (bandiera)             | febbraio 2008  | giugno 2009    | 45       | 21       | 15       | 9        | 46%      |          |
| Samad Marfavi                     | Iran (bandiera)             | luglio 2009    | giugno 2010    | 43       | 20       | 13       | 10       | 46%      |          |
| Parviz Mazloumi                   | Iran (bandiera)             | giugno 2010    | maggio 2012    | 95       | 51       | 27       | 17       | 53%      |          |
| Amir Ghalenoei                    | Iran (bandiera)             | giugno 2012    | giugno 2015    | 121      | 64       | 32       | 25       | 52%      |          |
| Parviz Mazloumi                   | Iran (bandiera)             | giugno 2015    | giugno 2016    | 34       | 17       | 13       | 4        | 50%      |          |
| Alireza Mansourian                | Iran (bandiera)             | giugno 2016    | settembre 2017 | 50       | 26       | 13       | 11       | 52%      |          |
| Mick McDermott (ad interim)       | Irlanda del Nord (bandiera) | settembre 2017 | ottobre 2017   | 1        | 1        | 0        | 0        | 100%     |          |
| Winfried Schäfer                  | Germania (bandiera)         | ottobre 2017   | aprile 2019    | 67       | 37       | 19       | 11       | 55%      |          |
| Farhad Majidi (ad interim)        | Iran (bandiera)             | aprile 2019    | luglio 2019    | 3        | 2        | 1        | 0        | 66%      |          |
| Andrea Stramaccioni               | Italia (bandiera)           | giugno 2019    | dicembre 2019  | 13       | 7        | 4        | 2        | 54%      |          |
| Farhad Majidi                     | Iran (bandiera)             | gennaio 2020   | settembre 2020 | 21       | 9        | 8        | 4        | 43%      |          |
| Majid Namjoo-Motlagh (ad interim) | Iran (bandiera)             | settembre 2020 | ottobre 2020   | 3        | 1        | 1        | 1        | 33%      |          |
| Mahmoud Fekri                     | Iran (bandiera)             | ottobre 2020   | in carica      | 1        | 1        | 0        | 0        | 100%     |          |

## Presidenti
| Presidente               | Mandato                        |
| ------------------------ | ------------------------------ |
| Parviz Khosravani        | settembre 1945 - giugno 1960   |
| Parviz Sheikhan          | giugno 1960 - febbraio 1979    |
| Ali Abdullahi Nourozi    | maggio 1979 - maggio 1983      |
| Kazem Oliaei             | gennaio 1988 - maggio 1996     |
| Ali Fathollahzadeh       | maggio 1996 - maggio 2003      |
| Hossein Gharib           | giugno 2003 - luglio 2005      |
| Kazem Oliaei             | luglio 2005 - dicembre 2005    |
| Hossein Gharib           | dicembre 2005 - settembre 2006 |
| Meghdad Najafnejad       | settembre 2006 - maggio 2007   |
| Ali Fathollahzadeh       | maggio 2007 - settembre 2008   |
| Amir Reza Vaezi Ashtiani | settembre 2008 - maggio 2010   |
| Ali Nazari Juybari       | maggio 2010 - giugno 2010      |
| Ali Fathollahzadeh       | giugno 2010 - maggio 2014      |
| Bahram Afsharzadeh       | maggio 2014 - agosto 2016      |
| Reza Eftekhari           | agosto 2016 - luglio 2018      |
| Amir Hossein Fathi       | luglio 2018 - dicembre 2019    |
| Esmaeil Khalilzadeh      | dicembre 2019 - febbraio 2020  |
| Ali Fatollahzadeh        | febbraio 2020 - marzo 2020     |
| Ahmad Saadatmand         | marzo 2020 - settembre 2020    |
| Ahmad Madadi             | ottobre 2020 - in carica       |